# Droga międzynarodowa E74 (Polska)
Droga międzynarodowa E74 – byłe oznaczenie drogi w Polsce w latach 1962–1985, prowadzącej od przejścia granicznego w Kołbaskowie do Szczecina.
Droga E74 była tożsamą z trasą europejską E74 o przebiegu: Berlin – Szczecin.
Na przełomie lat 70. i 80. XX w. wdrożono nowy system numeracji. Za następcę E74 można uznać E28, o wydłużonym przebiegu – od Szczecina przez Goleniów, Słupsk, Koszalin, Trójmiasto, Elbląg, Kaliningrad, Mariampol i Wilno do Mińska. W 1985 Polska przyjęła nowy system numeracji dróg krajowych, a trasy europejskie otrzymały numery krajowe używane zamiennie (równolegle) z międzynarodowymi. Trasa E28 otrzymała numer 6, który co do podstawowej zasady obowiązuje do dziś.
Obecnie polski odcinek posiada następujące oznaczenia krajowe:
| Numer | Przebieg                                                   | Uwagi                                       |
| ----- | ---------------------------------------------------------- | ------------------------------------------- |
| A6    | granica państwa (Kołbaskowo) – węzeł Kołbaskowo – Szczecin | Przebieg obowiązujący od lat 70. do 1985 r. |
| 13    | węzeł Kołbaskowo – Przecław – Szczecin                     | Pierwotny przebieg, od 1962 roku do lat 70. |

## Historyczny przebieg E74

### 1962 – lata 70.
- województwo szczecińskie
  - Kołbaskowo  – granica z NRD
  - Kołbaskowo
  - Przecław
  - Szczecin  19   46  E14

### Lata 70. – 1985
- województwo szczecińskie
  - Kołbaskowo  – granica z NRD
  - Kołbaskowo
  - Radziszewo
  - Szczecin  E14   T81   16   18